# Cassia notabilis
Cassia notabilis är en ärtväxtart som beskrevs av Ferdinand von Mueller. Cassia notabilis ingår i släktet Cassia och familjen ärtväxter. Inga underarter finns listade i Catalogue of Life.